# Пуерто-де-Санта-Крус
Пуерто-де-Санта-Крус (ісп. Puerto de Santa Cruz) — муніципалітет в Іспанії, у складі автономної спільноти Естремадура, у провінції Касерес. Населення — 401 особа (2010).
Муніципалітет розташований на відстані близько 220 км на південний захід від Мадрида, 48 км на схід від Касереса.

## Демографія
Динаміка населення (INE ):

## Галерея зображень

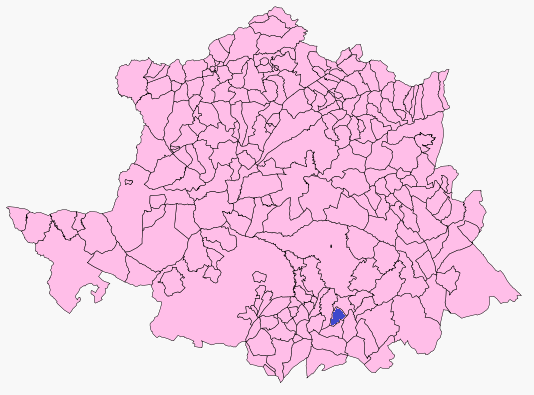
Розташування муніципалітету у провінції Касерес